# Gallotia goliath
Gallotia goliath é uma espécie extinta de sauropsida que vivia na ilha de Tenerife (Canárias, Espanha).
Sabe-se que este réptil viveu desde antes da chegada do homem. Ele foi descrito por Robert Mertens em 1942. Acredita-se que medir até um metro de comprimento. Os fósseis deste animal, encontrados em cavernas vulcânicas de Tenerife, que geralmente aparecem em locais com outros lagartos gigantes extintos e até mamíferos também extintos.
A espécie Gallotia goliath era o réptil maior daqueles encontrados nas Ilhas Canárias, que atingiu um comprimento de 120 a 125 centímetros, embora não seja de excluir que pudesse ter amostras ainda maiores devido à descoberta em 1952 de um crânio 13,5 cm. Estes lagartos gigantes habitavam as planícies costeiras da ilha.
Habitou a ilha de Tenerife a partir do Holoceno até o século XV. Encontramos restos de esqueletos desta espécie em diferentes sítios arqueológicos com marcas que mostram que foram consumidos pelos nativos da ilha (guanches). A sua existência no século XV está documentada, de modo que a extinção deve ter ocorrido nos anos após a conquista da Ilhas Canárias por Castela.